# Bolitoglossa chica
Bolitoglossa chica é uma espécie de anfíbio caudado pertencente à família Plethodontidae, sub-família Plethodontinae.